# اس‌ام یوبی-۱۳۶
اس‌ام یوبی-۱۳۶ (به انگلیسی: SM UB-136) یک زیردریایی بود که طول آن ۵۵٫۸۳ متر (۱۸۳٫۲ فوت) بود. این زیردریایی در سال ۱۹۱۸ ساخته شد.